# 22456 Salopek
22456 Salopek è un asteroide della fascia principale. Scoperto nel 1996, presenta un'orbita caratterizzata da un semiasse maggiore pari a 2,4000530 UA e da un'eccentricità di 0,1017521, inclinata di 7,16024° rispetto all'eclittica.